# Koh Rong Samlon
Øen Koh Rong Samlon ligger i den Thailandske Golf ud for havnebyen Sihanoukville og tilhører Cambodja. Øen er dækket af tæt jungle og er omkranset af hvide sandstrande. Der er adskillige svært bestigelige højdedrag på øen. Koh Rong Samlon er ubebygget, seende bort fra et fiskeleje på øens nordspids. Et præcis antal indbyggere kendes ikke, men fiskerne i byen anslår der bor omtrent 300 mennesker på øen[kilde mangler]. Ved siden af fiskelejet har dykkerselskabet EcoSea Dive bygget en spartansk dykkerlejr i samarbejde med en række fiskere. Grundet den stigende dykkerturisme er flere af byens fiskere ved at uddanne sig til dykkerguider samt forsøger at studere engelsk så vidt muligt. Den meget spartanske skole på øen er, selv efter cambodianske forhold, meget underudstyret. En italiensk NGO sender med mellemrum lærere til øen for at undervise, men ellers foregår undervisningen primært ved egen hjælp og varetages af nogle af fiskelejets kvinder.

## Navneforvirring
Da oversættelse af det cambodianske skriftsprog foregår efter lydlig transskription, findes der en række permutationer af øens navn. Der er ingen enighed om, hvilken af disse der er rigtige, og blot to andre almindeligt forekomne stavemåder skal her nævnes: Koh Rung Samloen og Kaoh Rung Samlon.
10°36′N 103°18′Ø / 10.6°N 103.3°Ø